# Farbtemperatur

Farbtemperatur in Kelvin

Die Farbtemperatur ist ein Maß zur quantitativen Beschreibung des Farbeindrucks von Lichtquellen. Als Referenz dient dabei das Spektrum eines idealen thermischen Strahlers („Schwarzer Strahler“), das allein von der Temperatur abhängig ist. Mit steigender Temperatur wechselt dessen Farbeindruck von Rot über Weiß bis ins Hellblau. Da rötliche Farben als „warm“ und bläuliche als „kühl“ empfunden werden, entspricht eine höhere Farbtemperatur einer „kühleren“ Farbe. Gebräuchliche Leuchtmittel haben Farbtemperaturen in den Größenordnungen von unter 3.300 Kelvin (Warmweiß), 3.300 bis 5.300 Kelvin (Neutralweiß) bis über 5.300 Kelvin (Tageslichtweiß).
Gewöhnlich weicht das Spektrum einer Lichtquelle von dem eines Schwarzen Strahlers ab. Bei kleiner Abweichung ordnet man der Lichtquelle die Farbtemperatur zu, deren Lichtwirkung bei gleicher Helligkeit und unter festgelegten Beobachtungsbedingungen der Lichtquelle am ähnlichsten ist (correlated colour temperature – CCT). Ist die Abweichung groß („farbiges Licht“), ist die Angabe einer Farbtemperatur nicht sinnvoll.

## Definition und Maßeinheit

Kurve der Strahlung eines Schwarzen Körpers im sichtbaren Spektrum mit Temperaturangaben in Kelvin und Mired

Ein idealer thermischer Strahler („Schwarzer Körper“, „Schwarzer Strahler“ oder „planckscher Strahler“) sendet elektromagnetische Strahlung im sichtbaren und unsichtbaren Bereich aus, deren Wellenlängenverteilung allein durch die Temperatur vorgegeben ist. Für reale thermische Lichtquellen (Flamme, Glühlampe, Sonne) gilt das näherungsweise. Wenn ein Schwarzer Strahler langsam erhitzt wird, durchläuft er eine Farbskala von Dunkelrot, Rot, Orange, Gelb, Weiß bis zum Hellblau. Die Temperatur des Schwarzen Strahlers, bei der mit der zu bestimmenden Lichtquelle die bestmögliche Farbgleichheit besteht, ist die Farbtemperatur des Leuchtmittels.
Die Maßeinheit der Farbtemperatur ist die Temperatureinheit Kelvin (K). In der Fotografie ist die Angabe der reziproken Farbtemperatur in Mired (inverse Megakelvin) als das Millionenfache des Kehrwertes der Kelvin-Angabe gebräuchlich. Zum Beispiel entspricht 4.000 K einem Wert von 1.000.000 / 4.000 = 250 Mired. Die für energiesparende Leuchtmittel relevante EU-Verordnung 244/2009 verlangt explizit die Angabe der Farbtemperatur in Kelvin.

## Subjektive Farbwahrnehmung
| Lichtquelle              | Farbtemperatur in Kelvin | Reziproke Farbtemperatur in Mired |
| ------------------------ | ------------------------ | --------------------------------- |
| Warmweiß                 | < 3300 K                 | > 303 Mired                       |
| Neutralweiß              | 3300 … 5300 K            | 303 … 189 Mired                   |
| Tageslichtweiß, Kaltweiß | > 5300 K                 | < 189 Mired                       |

Die Farbtemperatur ist durch die physikalisch definierte Oberflächeneigenschaft eines Strahlers festgelegt. Die übliche Einteilung von Farben in kalte oder warme Farbtöne geht auf ein subjektives Empfinden zurück und ist nicht durch eine Temperatur zu beschreiben. Künstliche Lichtquellen geben vom Tageslicht abweichende Farbwahrnehmungen. Mischungen verschiedener Arten von Lichtquellen können sogar das Wohlgefühl stören.

## Berechnung der Farbtemperatur

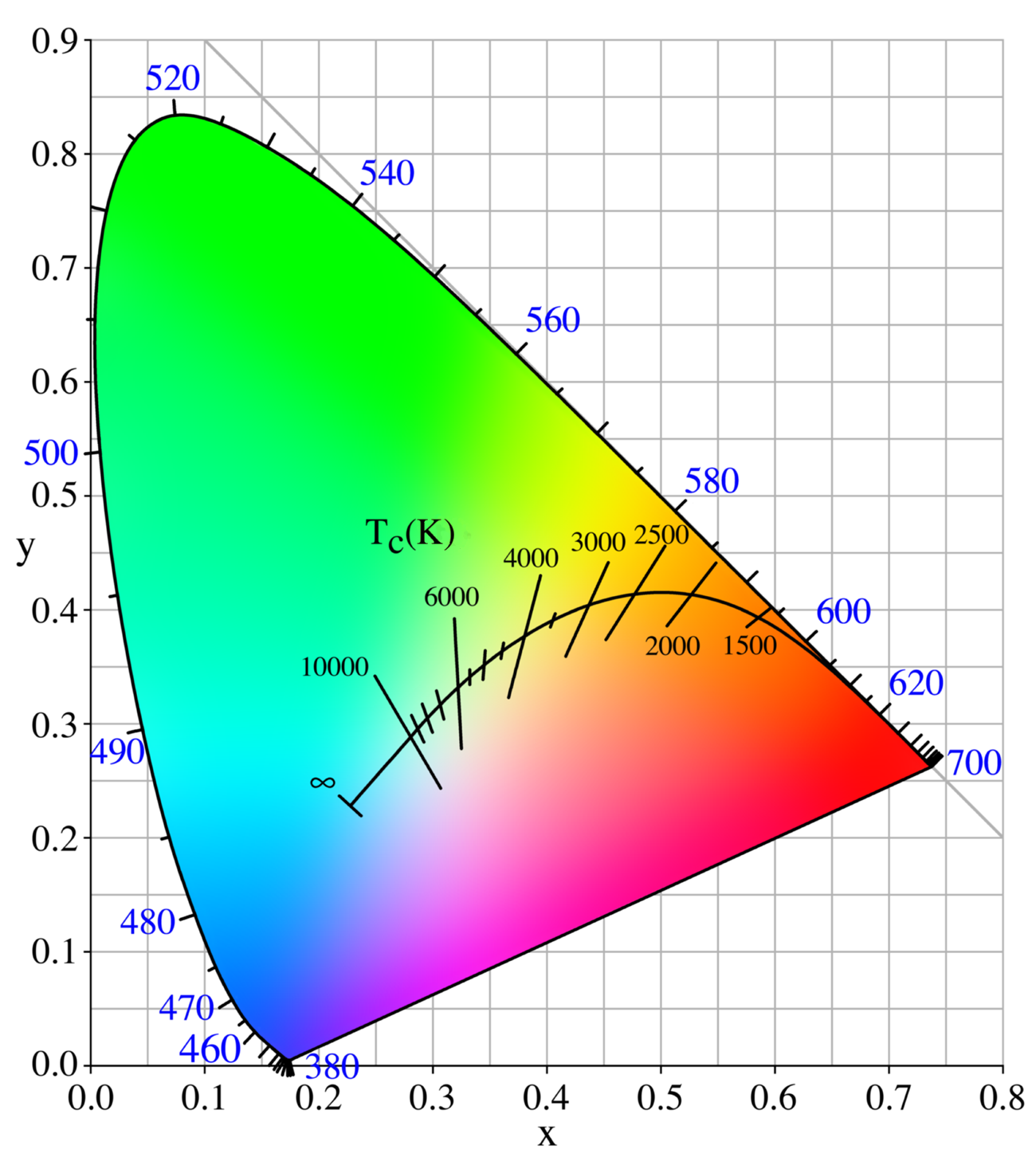
Wahrnehmbare Farben (CIE-XYZ-Farbraum). Auf der Umrandung liegen die Farben monochromatischer Strahlung der Wellenlänge 380…700 nm. Die gekrümmte schwarze Linie entspricht den Farben des Schwarzen Körpers. Für Punkte fernab dieser Linie ist die Angabe einer Farbtemperatur nicht sinnvoll.

Der CIE-XYZ-Farbraum ist einer der ersten mathematisch definierten Farbräume, welcher 1931 durch die Internationale Beleuchtungskommission (Commission Internationale de l’Éclairage, CIE) geschaffen wurde. Der in der CIE-Normtafel dargestellte Farbraum zeigt alle aus den Spektralfarben additiv mischbaren Farben. Es handelt sich um alle prinzipiell erzielbaren Farben. Jede wahrnehmbare Farbe lässt sich in den drei Anteilen x, y und z ausdrücken.
Auf der x-Achse der Normtafel wird der Rotanteil der Farbe abgetragen, wohingegen die y-Achse den Grünanteil der Farbe darstellt. Sowohl der Grün- als auch der Rotanteil können direkt aus der Normtafel abgelesen werden. Durch die Grundbedingung x + y + z = 1 kann in dem CIE-Diagramm auf den z-Wert verzichtet werden, da dieser durch einfache Umformung der Gleichung in z = 1 − x − y ermittelt werden kann.
Möchte man nun die Farbtemperatur einer Lichtquelle berechnen, muss man ihren sogenannten Farbort bestimmen. Dieser Farbort wird dann mit den Farbörtern des schwarzen Strahlers verglichen. Sie gelten als Referenz zur Berechnung der Farbtemperatur von Lampen. Die Farbtemperatur wird dabei nicht im x-y-Farbraum, sondern im u-v-Farbraum ermittelt. Der u-v-Farbraum hat den Vorteil, dass er Farbabstände besser darstellt. Folgende Gleichungen beschreiben den Zusammenhang des uv-Farbraums mit dem xy-Farbraum:
{\displaystyle u={\frac {4x}{-2x+12y+3}}\quad v={\frac {6y}{-2x+12y+3}}}
Wenn der Farbort {\displaystyle (u,v)} vom Farbort eines planckschen Strahlers {\displaystyle (u_{p},v_{p})} so sehr abweicht, dass
{\displaystyle {\sqrt {\left(u-u_{p}\right)^{2}+{\tfrac {4}{9}}\left(v-v_{p}\right)^{2}}}>5\cdot 10^{-2},}
sollte keine Farbtemperatur zugeordnet werden.
Im CIE-Diagramm gehört zu jeder Farbtemperatur einer Lichtquelle ein Weißpunkt dieser Beleuchtungsart. Die spektrale Verteilung des Lichts von Strahlern mit gleicher Farbtemperatur kann sehr unterschiedlich sein, sogenannte metamere Lichtquellen. Metameres Licht kann wie bei Glühlampen ein kontinuierliches Spektrum aufweisen oder sich wie bei Energiesparlampen und Flachbildschirmen auf einige schmale Spektralbänder beschränken. Der Farbwiedergabeindex gibt die Qualität der Farbwiedergabe bei Beleuchtung mit einer Lichtquelle an.

## Farbtemperaturen von Lichtquellen

### Künstliche Lichtquellen
Glühlampen sind näherungsweise thermische Strahler, aber die Farbtemperatur ist etwas höher als die Temperatur des Glühfadens, weil der kurzwellige Anteil etwas höher ist (→ siehe Glühlampe#Lichtspektrum und Farbtemperatur).
Laser emittieren nur Licht einer Wellenlänge (monochromatisches Licht); daher kann für sie keine Farbtemperatur angegeben werden. Natriumdampflampen geben zwar auch (fast) monochromatisches Licht ab, aber die Wellenlänge von 589 nm liegt im Farbraum recht nahe an der Farbe eines schwarzen Körpers von 2000 K (siehe Diagramm).
Leuchtstofflampen emittieren ebenfalls nur Licht weniger Wellenlängen, aber durch Beschichtung des Glases wird mehr oder weniger „weißes“ Licht erzeugt, dem man eine Farbtemperatur zuordnen kann.

### Sonnenlicht

Spektrum der Sonne vom Weltraum aus gesehen (gelbe Fläche) im Vergleich zu einem Schwarzen Körper mit 5778 K (durchgezogene Linie). Durch Absorption in der Atmosphäre ist das Spektrum auf der Erdoberfläche in einigen Wellenlängenbereichen unterdrückt (rote Fläche).

Die Sonne hat eine effektive Oberflächentemperatur von 5778 K. Dies entspricht ungefähr der Farbtemperatur der Sonne vom Weltraum aus gesehen, d. h. ohne die filternde Wirkung der Erdatmosphäre. Von der Erde aus gesehen erscheint das Licht der Sonne durch Streuung und Absorption in der Luft, abhängig vom Sonnenstand, der Landhöhe und den Wetterbedingungen, mehr oder weniger stark gerötet. Die Normlichtart D50, die der Beleuchtung mit einer Farbtemperatur von 5004 K entspricht, wird an klaren Tagen am Vor- oder Nachmittag erreicht, wenn die Atmosphäre stärker dämpft. Gestreutes Himmelslicht hingegen hat einen wesentlich höheren Blauanteil und damit auch eine höhere Farbtemperatur als direktes Sonnenlicht (siehe Tabelle).

### Sterne
Das Spektrum von Sternen entspricht näherungsweise der Strahlung eines Schwarzen Körpers und steht damit in direktem Zusammenhang mit der Farbtemperatur. Sterne werden nach Oberflächentemperatur in Spektralklassen eingeteilt. Die beiden leicht zu findenden Hauptsterne im Sternbild Orion, Beteigeuze und Rigel, lassen sich am Sternenhimmel farblich sehr gut unterscheiden. Beteigeuze ist deutlich rötlicher und gehört mit einer Oberflächentemperatur von 3.450 K in die Spektralklasse M, der bläuliche Rigel ist mit 10.500 K deutlich heißer und gehört zur Spektralklasse B. Bei heißeren Sternen als der Sonne weichen Effektiv- und Farbtemperatur bisweilen stark voneinander ab; ein typischer Stern der Klasse A0V (z. B. Wega) hat eine Effektivtemperatur von ca. 9500 K, aber eine Farbtemperatur von ca. 15000 K.

### Typische Farbtemperaturen
| Farbtemperatur | Farbtemperatur  | Lichtquelle                                                             |
| -------------- | --------------- | ----------------------------------------------------------------------- |
| _              | 1500 K          | Kerze                                                                   |
| _              | 2000 K          | Natriumdampflampe (SON-T)                                               |
| _              | 2600 K          | Glühlampe (40 W)                                                        |
| _              | 2700 K          | Glühlampe (60 W)                                                        |
| _              | 2800 K          | Glühlampe (100 W)                                                       |
| _              | 2700–2800 K     | Halogenlampe (230 V, Eco-Halogen, 30–60 W)                              |
| _              | 3000 K          | Glühlampe (200 W)                                                       |
| _              | 3000–3200 K     | Halogenlampe (12 V)                                                     |
| _              | 3200 K          | Fotolampe Typ B, Halogenglühlampe                                       |
| _              | 3400 K          | Fotolampe Typ A bzw. S, Spätabendsonne kurz vor Dämmerungsbeginn        |
| _              | 3600 K          | Operationssaalbeleuchtung                                               |
| _              | 4000 K          | Leuchtstofflampe (Neutralweiß)                                          |
| _              | 4120 K          | Mondlicht                                                               |
| _              | 4500–5000 K     | Xenonlampe, Lichtbogen                                                  |
| _              | 5000 K          | Morgen-/Abendsonne, D50-Lampe (Druckerei)                               |
| _              | 5500 K          | Vormittags-/Nachmittagssonne                                            |
| _              | 5500–5600 K     | Elektronenblitzgerät                                                    |
| _              | 5500–5800 K     | Mittagssonne, Bewölkung                                                 |
| _              | 6500–7500 K     | Bedeckter Himmel                                                        |
| _              | 7500–8500 K     | Nebel, starker Dunst                                                    |
| _              | 9000–12.000 K   | Blauer (wolkenloser) Himmel auf der beschatteten Nordseite Blaue Stunde |
| _              | 15.000–27.000 K | Klares blaues, nördliches Himmelslicht                                  |

## Messung

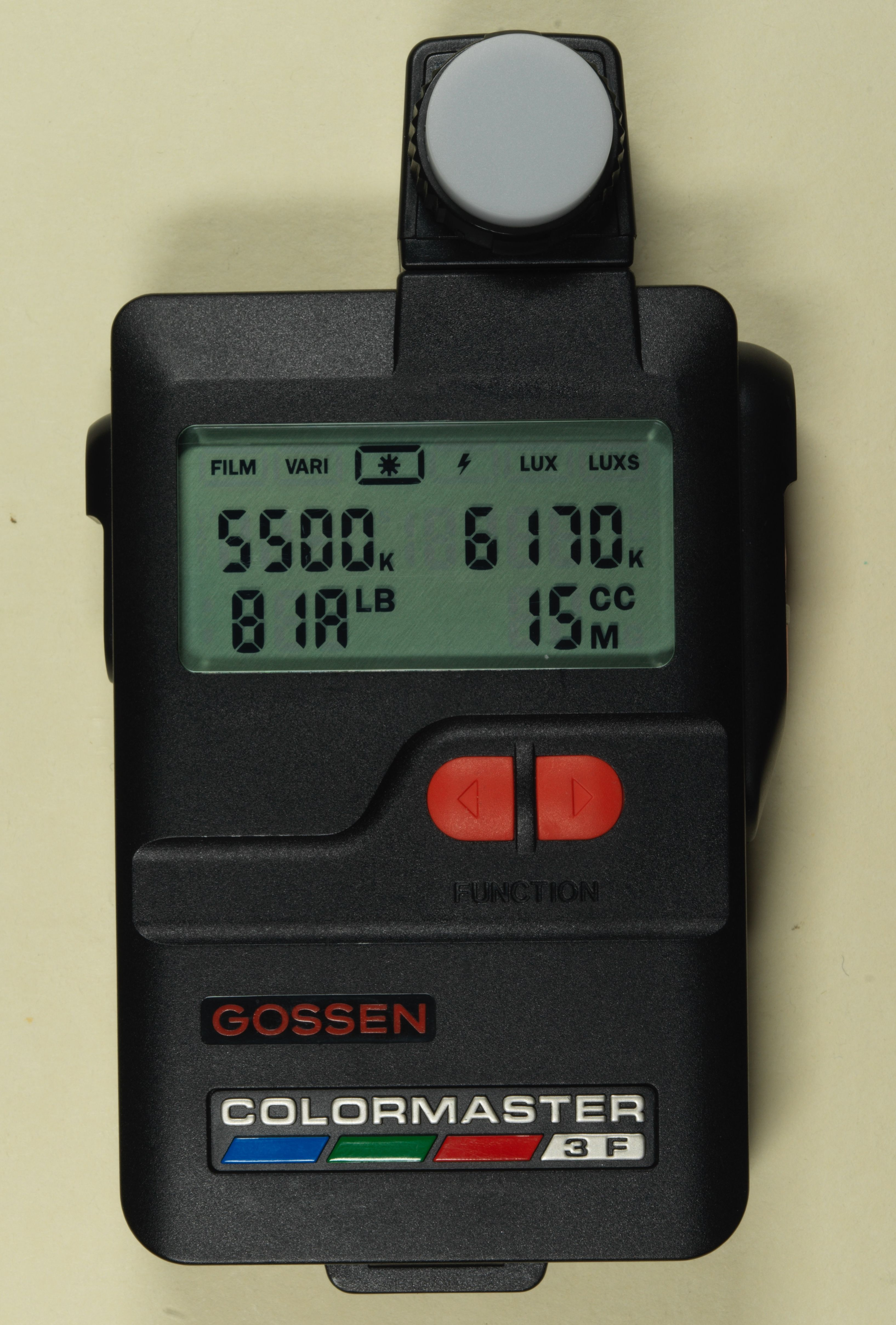
Digitaler Farbtemperaturmesser Gossen Colormaster 3F

Zur Bestimmung der Farbtemperatur gibt es Farbtemperaturmesser (Kolorimeter). In den 1950er Jahren wurde mit dem Sixticolor des Herstellers Gossen ein Gerät für Amateurfotografen angeboten, das ausschließlich der Messung der Farbtemperatur diente. Eine preiswertere Variante war der Color Finder in verschiedenen Belichtungsmessern dieser Firma. Ein Farbbalken wurde mit verschiedenen Farbfeldern verglichen, das (subjektiv) farbähnlichste Feld gab die Farbtemperatur an. Seit den 1990er Jahren sind Kolorimeter mit Digitalanzeige üblich, bei welchen der Messwert direkt in Kelvin angezeigt wird, wie z. B das Gossen Colormaster 3F.

## Fotografie

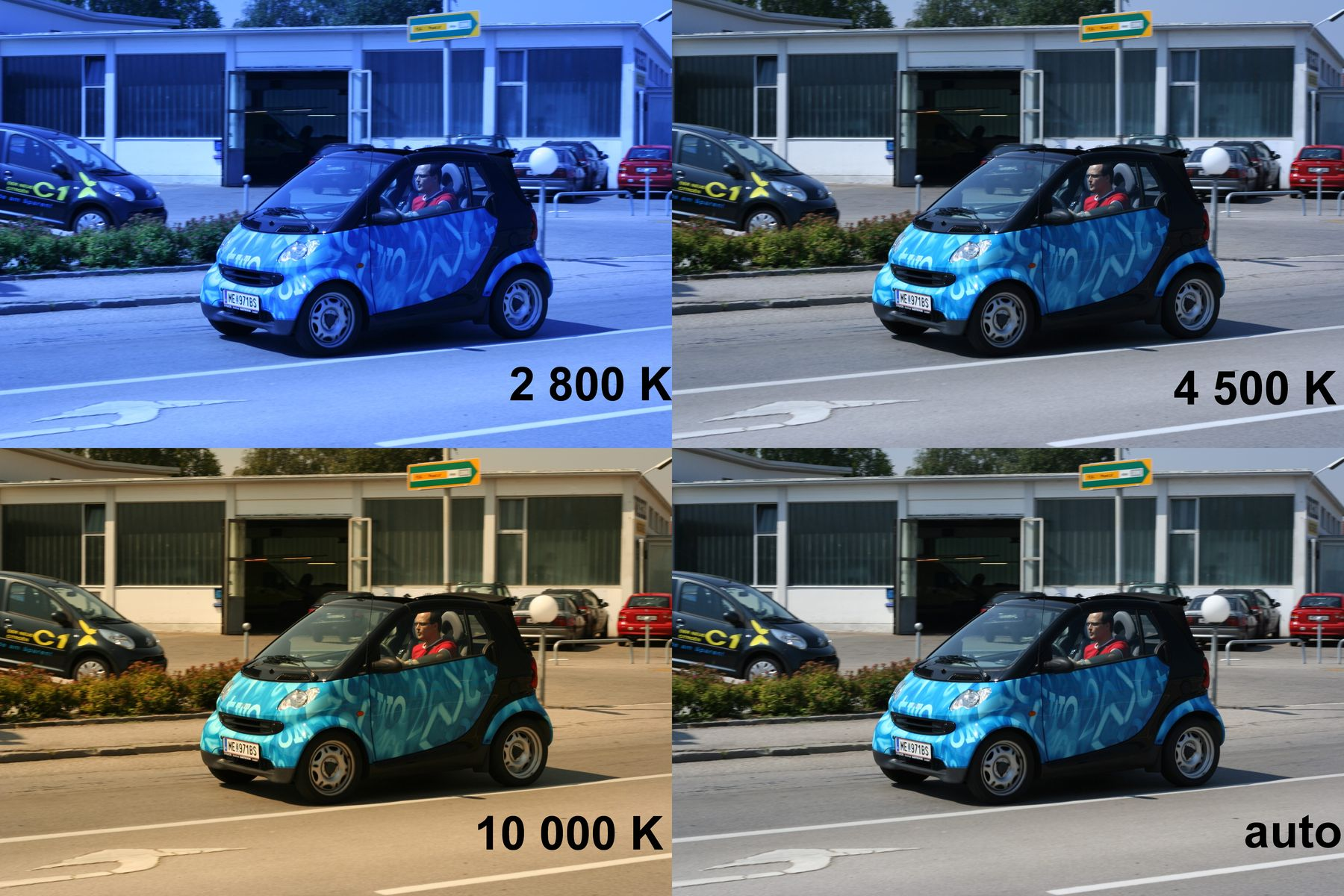
Einfluss verschiedener Farbtemperatur-Einstellungen bei der Digitalfotografie. Das erste Bild wurde fälschlicherweise auf 2800 K (warmes Glühlampenlicht) eingestellt. Die Software glich den vermeintlich sehr geringen Blauanteil der Beleuchtung aus.

In der Fotografie ist die Berücksichtigung der Farbtemperatur wichtig, damit ein Motiv in den Farben aufgenommen werden kann, die dem natürlichen Seheindruck entsprechen (sollten). Im nebenstehenden Bild ist die Farbwiedergabe des gleichen Motivs bei Aufnahme mit unterschiedlichen manuell eingestellten Farbtemperaturen der Lichtquelle dargestellt. Um beispielsweise den gelblichen Farbton einer Halogenlampe (2800 K) auszugleichen, mithin die Farben dem natürlichen Seheindruck des Menschen anzupassen, erhält das Foto einen Blaustich, der die unterrepräsentierten Blauanteile verstärkt. Umgekehrt werden bei der 10.000-K-Einstellung gelb-orange Farbtöne verstärkt, um ein durch blaustichiges Licht angestrahltes Motiv möglichst farbneutral darzustellen. Wird der automatische Weißabgleich von digitalen Foto- und Videokameras genutzt, so versucht die Schaltung eigenständig jene Einstellung – bezogen auf die „weißeste“ Bildfläche – passend zu ermitteln.
Die internationale Norm für mittleres Sonnenlicht beträgt 5500 Kelvin; es ist der Ton eines Sonnentages bei klarem Himmel am Vor- oder Nachmittag. Tageslichtfilme sind so sensibilisiert, dass sie bei Farbtemperaturen um 5500 K eine der Wirklichkeit entsprechende Farbwiedergabe möglich machen. Kunstlichtfilme entsprechen je nach Typ einer Farbtemperatur von 3100 bis 3400 K.
Um andere Farbtemperaturen zu erreichen, werden Konversionsfilter vor das Objektiv gesetzt. In der Digitalfotografie wird (oft automatisch) ein Weißabgleich vorgenommen. Eine Nachbearbeitung unkorrekter Farben in einer Bildbearbeitungssoftware ist in gewissen Grenzen möglich, mindert aber die Qualität der Abbildung, sofern nicht mit den Rohdaten des Kamerasensors gearbeitet wird (RAW-Fotografie). Die Wirkung eines Konversionsfilters lässt sich quantifizieren; sie ist in der Einheit Mired angegeben. Negative Werte stehen für bläuliche Filter, positive für rötliche Werte. Die korrigierte Farbtemperatur erhält man, indem man den Mired-Wert des Filters zur gegebenen Farbtemperatur des Lichts addiert. Dabei sind die Vorzeichen der Filter zu beachten.